# Penstemon pinifolius
Penstemon pinifolius är en grobladsväxtart som beskrevs av Edward Lee Greene. Penstemon pinifolius ingår i släktet penstemoner, och familjen grobladsväxter. Inga underarter finns listade i Catalogue of Life.

## Bildgalleri

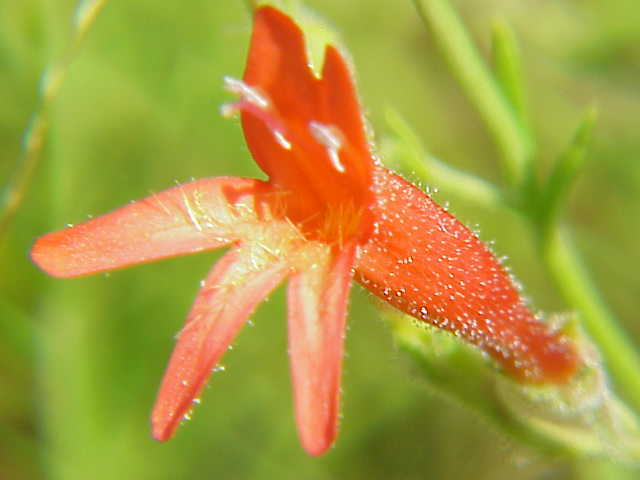
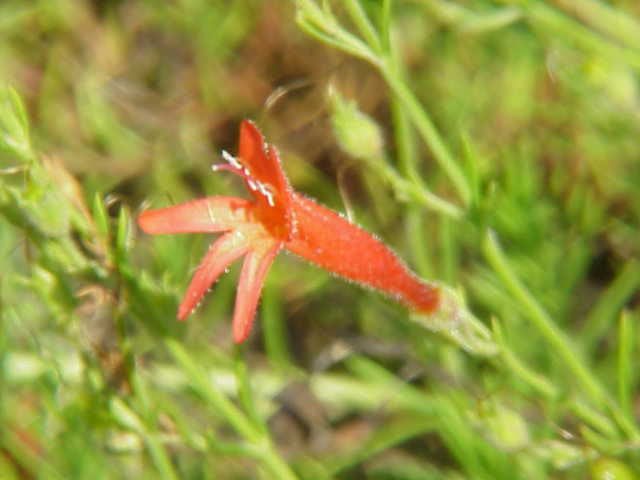
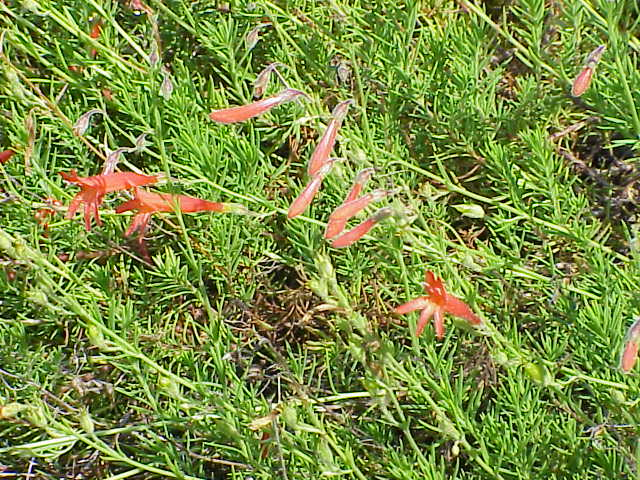
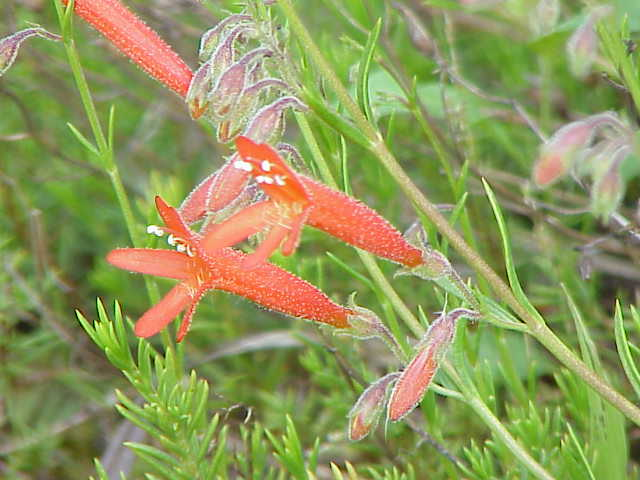